# Municipio de Lake Henry
El municipio de Lake Henry (en inglés: Lake Henry Township) es un municipio ubicado en el condado de Stearns en el estado estadounidense de Minnesota. En el año 2010 tenía una población de 278 habitantes y una densidad poblacional de 3,02 personas por km².

## Geografía
El municipio de Lake Henry se encuentra ubicado en las coordenadas 45°27′1″N 94°49′12″O / 45.45028, -94.82000. Según la Oficina del Censo de los Estados Unidos, el municipio tiene una superficie total de 91.98 km², de la cual 91,41 km² corresponden a tierra firme y (0,63 %) 0,57 km² es agua.

## Demografía
Según el censo de 2010, había 278 personas residiendo en el municipio de Lake Henry. La densidad de población era de 3,02 hab./km². De los 278 habitantes, el municipio de Lake Henry estaba compuesto por el 98,2 % blancos y el 1,8 % eran de una mezcla de razas. Del total de la población el 1,44 % eran hispanos o latinos de cualquier raza.